# Cyclosorus procerus
Cyclosorus procerus är en kärrbräkenväxtart som först beskrevs av David Don, och fick sitt nu gällande namn av S.Linds. och D.J.Middleton. Cyclosorus procerus ingår i släktet Cyclosorus och familjen Thelypteridaceae. Inga underarter finns listade.